# Duomo di Terlizzi
La concattedrale di San Michele Arcangelo è il principale luogo di culto cattolico di Terlizzi, concattedrale della diocesi di Molfetta-Ruvo-Giovinazzo-Terlizzi.

## Storia
L'attuale cattedrale terlizzese fu costruita tra il 1783 e il 1872 al posto della precedente chiesa, di epoca romanica (XIII secolo). Essa fu realizzata in stile neoclassico da Michelangelo Bonvino.
L'antico duomo fu edificato in età sveva tra il 1236 e il 1287 e dedicato a san Michele arcangelo. Di questo esempio di architettura romanico pugliese non è rimasta traccia, ad eccezione del portale d'ingresso: la chiesa infatti fu completamente distrutta per fare spazio alla nuova; importanti resti di quella chiesa si possono riscontrare in vari edifici della città e della campagna circostante. È possibile ammirare l'antica cattedrale in una tela conservata nella biblioteca del palazzo dei principi Grimaldi di Monaco, in cui un artista anonimo dipinge la chiesa al centro dell'antico nucleo di Terlizzi nei primi anni del Seicento.

## Descrizione
L'unico elemento architettonico rimasto dell'antica chiesa romanica è l'antico portale opera di Anseramo da Trani, inserito nel fianco laterale della chiesa di Santa Maria del Rosario. Nell'architrave della porta sono scolpite di seguito tre scene evangeliche: l’Annunciazione, la Visita dei Magi alla grotta di Betlemme, la Crocifissione con Maria e Giovanni. L'architrave sorregge una lunetta, nella quale è scolpita la scena dell’Ultima cena, in cui Gesù non è raffigurato al centro, ma sull'estremo lato sinistro. Al centro della lunetta è la scritta latina che ricorda l'autore della composizione. I due leoni che un tempo affiancavano l'antico portale sono oggi utilizzati come abbellimento del portale centrale della moderna chiesa del Rosario. Nella parte laterale dell'attuale duomo si possono trovare resti di colonne e frammenti di statue appartenenti alla vecchia chiesa madre.
La facciata è scandita da quattro coppie di colonne, che reggono una trabeazione sopra la quale si erge il timpano. Tre i portali che si aprono, di cui quello centrale più grande dei due laterali, sormontati entrambi da una finestra.
Internamente la chiesa è a tre navate, con un ampio transetto e abside. Il soffitto è a volta a botte. La chiesa presenta una cupola centrale, alla congiunzione fra transetto a navata centrale, e quattro piccole cupole nella parte terminale delle due navate laterali. Il presbiterio è coronato da un semicerchio di colonne che sorregge il catino absidale; tra le colonne e la parete dell'abside è posto il coro ligneo.
Tra le opere artistiche, meritano particolare menzione le quattro tele del pittore romantico Michele De Napoli collocate nel transetto: la Disputa del Sacramento, l’Invenzione della Madonna di Sovereto, la Maddalena penitente e il Ritorno delle Marie al calvario.
Nella concattedrale si trova un organo positivo costruito da Francesco Giovannelli nel 1745.